# A Madea Christmas
A Madea Christmas is een Amerikaanse komedie uit 2013 geschreven, geregisseerd, geproduceerd door Tyler Perry, die tevens ook de hoofdrol van Madea vertolkt. De film is gebaseerd op een toneelstuk van Perry.

## Plot
Madea gaat met een vriendin kerst vieren op het platteland.

## Ontvangst
De film ontving erg slechte recensies desondanks was het een succes in de bioscopen en wist het een winst te maken. De film was genomineerd voor zes Razzies waarvan alleen Tyler Perry als slechtste actrice won

## Rolverdeling
- Tyler Perry - Mabel "Madea" Simmons
- Anna Maria Horsford - Eileen Murphy
- Tika Sumpter - Lacey Williams
- Larry the Cable Guy - Buddy Williams
- Kathy Najimy - Kim Williams
- Eric Lively - Conner Williams
- Chad Michael Murray - Tanner McCoy
- JR Lemon - Oliver
- Alicia Witt - Amber McCoy